# Knopen (textiel)
Knopen is een handwerktechniek, zoals breien en haken. In een aantal landen in het Nabije Oosten wordt veel knoopwerk nog door kinderen gedaan (kinderarbeid). Visnetten en tapijten kunnen door knopen gemaakt worden.

## Macramé
Een speciale manier van knopen leggen is macramé, een techniek die vele verschillende knopen kent, zoals de rommelknoop, de platte knoop, de ribbelknoop, lengtecordon, frivolete knoop en de weitasknoop. Veelal wordt er met touw gewerkt maar ook andere materialen als katoen en raffia zijn hiervoor geschikt. Met macramé kan werk gemaakt dat functioneel is, zoals tassen, ceintuurs, plantenhangers en fuiklampen. Ook wordt het wel gebruikt voor versieringen, zoals een schellekoord (bel), maar ook raam- en sierdecoraties.
Ook wordt er wel met kralen tussen de knopen gewerkt om een bepaald effect te krijgen. 

## Tapijt
Een andere vorm van knopen is tapijtknopen, dit wordt op stramien gedaan, door korte wollen draadjes op een bepaalde manier door het stramien te halen waardoor een knoop ontstaan en de wol vast blijft zitten. Door het gebruik van veel verschillende kleuren kunnen patronen worden gevormd. Zo worden vloer- of wandkleden gemaakt, afhankelijk van de gekozen wolsoort en dikte. Dit kunnen ware kunstwerken worden, gelijkend op schilderijen. Bij deze vorm van knopen valt te denken aan bijvoorbeeld Perzische tapijten, gemaakt van hoogwaardige kwaliteitsmaterialen, waardoor deze vloerkleden zeer slijtvast zijn.
Knopen kan een hobby zijn.